# Mestna avtobusna linija št. 7 (Maribor)
Mestna avtobusna linija številka 7 AP Mlinska – Kamnica – Rošpoh je ena izmed 19 avtobusnih linij javnega mestnega prometa v Mariboru. Poteka v smeri zahod - vzhod - sever in povezuje središče Maribora s Koroškimi vrati, Kamnico in Rošpohom.

## Trasa
AP Mlinska – Kamnica
- smer AP Mlinska – Kamnica: Mlinska ulica - Partizanska cesta - Prešernova ulica - Krekova ulica - Strossmeyerjeva ulica - Mladinska ulica - Vrbanska cesta - Cesta v Rošpoh - Kamniška graba.
- smer Kamnica  – AP Mlinska: Kamniška graba - Kobanska ulica - Cesta v Rošpoh - Vrbanska cesta - Turnerjeva ulica - Gosposvetska cesta - Strossmeyerjeva ulica - Koroška cesta - Glavni trg - Ulica kneza Koclja - Svetozarevska cesta - Ulica heroja Bračiča - Titova cesta - Partizanska cesta - Mlinska ulica.

AP Mlinska – Kamnica – Rošpoh
- smer AP Mlinska – Kamnica – Rošpoh: Mlinska ulica - Partizanska cesta - Prešernova ulica - Krekova ulica - Strossmeyerjeva ulica - Mladinska ulica - Vrbanska cesta - Cesta v Rošpoh - Rošpoh-del
- smer Rošpoh – Kamnica – AP Mlinska: Rošpoh-del - Cesta v Rošpoh - Kamniška graba - Kobanska ulica - Cesta v Rošpoh - Vrbanska cesta - Turnerjeva ulica - Gosposvetska cesta - Strossmeyerjeva ulica - Koroška cesta - Glavni trg - Ulica kneza Koclja - Svetozarevska cesta - Ulica heroja Bračiča - Titova cesta - Partizanska cesta - Mlinska ulica.

## Režim obratovanja
Linija obratuje vse dni v letu, tj. ob delavnikih, sobotah, nedeljah in praznikih.  Avtobusi najpogosteje vozijo ob delavniških prometnih konicah.